# Back from the Dead (Halestorm)
Back from the Dead è il quinto album in studio del gruppo musicale statunitense Halestorm, pubblicato nel 2022.

## Tracce
Testi e musiche di Lzzy Hale e Scott Stevens, eccetto dove indicato.
1. Back from the Dead – 3:30
2. Wicked Ways – 3:27
3. Strange Girl – 3:42
4. Brightside – 3:27
5. The Steeple – 3:27
6. Terrible Things – 3:36 (Lzzy Hale, Zac Malloy, Scott Stevens)
7. My Redemption – 3:33
8. Bombshell – 3:07 (Lzzy Hale, Joe Hottinger, Josh Smith, Arejay Hale)
9. I Come First – 3:13
10. Psycho Crazy – 3:25
11. Raise Your Horns – 3:19

Tracce Bonus Edizione Giapponese
1. Back from the Dead (Acoustic)
2. Back from the Dead (Live)

## Formazione
- Lzzy Hale – voce, chitarra, piano, sintetizzatore
- Arejay Hale – batteria, cori
- Joe Hottinger – chitarra, cori, sintetizzatore
- Josh Smith – basso, cori, sintetizzatore